# Branscourt
Branscourt é uma comuna francesa na região administrativa do Grande Leste, no departamento de Marne. Estende-se por uma área de 3.72 km², e possui 312 habitantes, segundo o censo de 2018, com uma densidade de 84 hab/km².